# جانکی گرمسیر
جانکی گرمسیر  یا جوانکی گرمسیر طایفه‌ای وابسته به ایل بختیاری شاخه چهارلنگ، باب کیان‌ارثی است.
جانکی گرمسیر اتحادیه ای از طوایف مختلف است که به دلیل اتحاد با خوانین چهارلنگ بختیاری به مرور زمان زیر مجموعه ی ایل بختیاری شدند.

## کوچ
سردسير
شهرستان اردل، شهرستان فارسان، شهرستان خانمیرزا و  شهرستان لردگان از توابع استان چهارمحال و بختیاری.
گرمسير
شهرستان ایذه، شهرستان باغ‌ملک، شهرستان رامهرمز، شهرستان شوشتر، شهرستان گتوند، شهرستان لالی و شهرستان مسجدسلیمان از توابع استان خوزستان.
.

## طوایف
- طلاوری
- زنگنه
- مکوندی
- بیگدلی
- بهوندی
- گندزلو
- شیوخ منگشت
- کرد زنگنه

- سروستانی
- گل گیری
- داوودی
- گرمسیری
- ممبینی
- کهوایی
- ابوالعباسی
- احمد مکانی
- بدرانی
- یوسف شهرویی
- ابراهیم حمزه
- آل خورشید
- بتوندی
- رهدار
- کیوپی
- گتوندی
- شیوندی
- جلالی
- میلاسی
- بارزی
- درویش
- سادات موسوی
- سادات حسینی
- سادات طباطبایی
- سادات میرسالاری
- سادات هفت شهیدان

## جمعیت
قائم مقامی در ۱۳۲۵ شمار جمعیت تیره‌های اصلی طایفۀ جانکی را ۱۹۰۰ خانوار بیان کرده است. منابع دیگر جمعیت جانکی‌ها را، اغلب به همراه شمار خانوارهای طوایف تابع ذکر کرده‌اند. مثلاً اعتمادالسلطنه که در ۱۲۷۶ق/۱۸۵۹م به منطقۀ جانکی سفر کرده بوده، جمعیت جانکی‌ها را هزار خانوار تخمین زده است. به گزارش سرشماری اجتماعی اقتصادی عشایر کوچنده، شمار کوچندگان جانکی در ۱۳۶۶ش، ۵۵۵ خانوار برآورد شده است